# باشق مطوق
البَاشِق المُطوَّق هو طائرٌ جارحٌ صغيرُ الحجم من فصيلة البازيَّات، يقطنُ أستراليا وغينيا الجديدة وما جاورها من الجُزر الصغيرة. تتخصصُ هذه البواشق بصيد الطيور الصغيرة بشكلٍ رئيسيّ، ويُمكنُ تمييزها عن غيرها من الأنواع التي تُشاطرها الموطن والموئل عبر حاجبيها البارزين بشكلٍ طفيف وقائمتيها النحيلة. كما أنَّ القسم الأخير من أصبعيها الوسطى أطول من مخالب باقي الأصابع.

## الوصف

### القد
يتراوح طول الباشق المُطوَّق بين 29 و38 سنتيمترًا، ويصل طول ذيله إلى نصف طول جسده، ويتراوح باعُ جناحيه بين 55 و78 سنتيمترًا. يصلُ مُعدَّل وزن الذكر النمطي إلى 126 غرامًا، والأُنثى إلى 218 غرامًا؛ وبذلك تكون هذه الطيور إحدى أصغر أنواع الجوارح. بُنيتُها نحيلة، وجناحيها مُستديران عند الأطراف، وذيلها طويلٌ مُربَّع، وعيناها صفراوان، وقوائمها طويلة. الجنسان يتشابهان من حيثُ المظهر، لكن الذكور أصغر حجمًا من الإناث كما هو معهود عند الكثير من الجوارح.

### الكِسوة
ريشُ القسم العلويّ للبوالغ رماديٌّ أردوازيّ، ويظهر عند بعض الأفراد مسحةٌ بسيطة من اللون البُني أيضًا، بالإضافة إلى نصف طوقٍ كستنائيّ على قفا أعناقها. أمَّا القسم السُفليّ، بما فيه أسفل الجناحين والذيل، فأبيضٌ مُخطط بخطوطٍ مغراء (ضاربة للحُمرة). القير (القسم المُنتفخ الذي يُشكِّلُ أصل المنقار) قشديّ اللون ضاربٌ إلى الأصفر الزيتوني، أمَّا العينان والسَّاقان فصفراء.
ريشُ الفراخ اليافعة بُنيّ على القسم العلويّ من جسدها، وقفا عُنقها ورأسها مُخطط بخطوطٍ باهتة، وأطرافُ ريش جناحيها وظهرها مُخططة بخطوطٍ مغراء. وبالنسبة للقسم السُفلي، فهو أبيض اللون مُخطط بخطوطٍ بُنيَّة قاتمة على الصدر وأسفل الجانحين، وجلفة على البطن. يتراوح لون القير بين القشديّ والأصفر المُخضرّ، والعينان بين البُنيّ إلى الأصفر الباهت، أمَّا الساقان والقدمان فصفراء.

## الانتشار

### الموطن والموئل
الباشق المُطوَّق طائرٌ واسع الانتشار في كامل أنحاء أستراليا، وتاسمانيا، وغينيا الجديدة، ويُمكن العثور عليه في مُختلف الموائل الطبيعيَّة عدا أكثر الصحاري جفافًا، حتّى أنَّهُ يُمكن رؤية أفراد من هذه الطيور في المناطق الحضريَّة بما فيها المُدن. رُغم الانتشار الواسع لهذه البواشق، إلَّا أنها نادرًا ما تظهر للعيان. أغلبُ الطيورِ مُقيمةٌ مُفرخة، لكن بعض الجمهرات مُهاجرةٌ جُزئيَّة، ولا يُعرفُ الكثيرُ عن نمط هجرتها.

### السُلالات
أشار عالم الطيور آلان پ. پيترسون إلى وجود 3 سُلالات من البواشق المُطوَّقة، وهي:
- السُلالة المُطوَّقة (Accipiter cirrocephalus cirrocephalus). صُنِّفت سنة 1817م
- السُلالة الپاپوانيَّة (Accipiter cirrocephalus papuanus). صُنِّفت سنة 1913م
- السُلالة الروزليانيَّة (Accipiter cirrocephalus rosselianus). صُنِّفت سنة 1940م

## التغذّي
تفترسُ البواشق المُطوَّقة الطيور الصغيرة بشكلٍ رئيسيّ، كما وُثّق افتراسها لبضعة أنواعٍ كبيرة مثل: الحمامة المُتوَّجة وطائر العرائش المُرقَّط. كما أنَّها تلتقطُ الحشرات والسَّحالي والثدييات الصغيرة. تعتمدُ البواشق المُطوَّقة على التسلل وعُنصر المُفاجأة كي تُمسك بطريدتها، وغالبًا ما تفعل ذلك أثناء التحليق أو عبر الانقضاض عليها من على مجثمٍ مخفيٍّ بين أوراق النباتات. أغلبُ الطرائد يقلُّ وزنها عن 100 غرام، ونادرًا ما يتخطّى 200 غرام. تبحثُ البواشق عن طريدتها عبر القفز من غصنٍ إلى عصن والطيران القصير المُتموِّج من شجرةٍ إلى أُخرى، كما أنَّها قد تُحلِّق على علوٍ مُنخفض بسرُعة، وفي بعض الأحيان تقفزُ بين أجمةٍ وأُخرى. يتمُّ الإمساكُ بالطريدة أثناء الطيران عبر انقضاضٍ مُباشر، أو عبر الانزلاق نحوها بخفَّةٍ وهدوء.

## التفريخ
يمتد موسم التفريخ من شهر يوليو (تمّوز) إلى ديسمبر (كانون الأوَّل). يُعشش الأليفان بمعزلٍ عن بني جنسهما، والعُش عبارة عن منصَّةٍ من العيدان الخشبيَّة يتراوح عرضها بين 27 و32 سنتيمترًا، وعُمقها بين 12 و15 سنتيمترًا، يُبطنها الزوجان بطبقةٍ من أوراق الأشجار الخضراء، ويتراوح ارتفاعها عن سكح الأرض بين 4 و39 مترًا، وتُقام على فرع شجرةٍ نضرة. يصل حجم الفقسة النمطيَّة إلى ثلاث أو أربع بيضات، ويتراوح بين بيضتان وخمس بيضات. يستمرُّ الرخم طيلة 35 يومًا، وتتراوح فترة التعشيش بين 28 و33 يومًا. تعتمدُ الفراخ على أبويها طيلة 6 أسابيع تقريبًا من تاريخ الفقس، لتستقل عنها بعد ذلك وينصرف كُلٌ منها في اتجاه. يصلُ الطائر فترة النضوج الجنسي عندما يبلغ سنةً واحدةً من العُمر، وقد شوهدت بعضُ الطيور وهي تتناسل وما زالت لم تطرح ريشها اليافع.

## المخاطر والانحفاظ
هذه الطيور غير مُهددة بالانقراض سواء على المُستوى العالمي أم المحلّي، فهي واسعة الانتشار رُغم أنَّها غيرُ مألوفةٍ للناس، لكن يُحتمل أن تكون شائعةً في الغابات بالمناطق الاستوائيَّة وشبه الاستوائيَّة؛ كما أنَّها مُتكتِّمة ويُعتقد أنَّهُ قلَّما تمَّ توثيقها. عانت بعضُ الجمهرات جرَّاء قطع الغابات بشكلٍ كبير، ويُعتقدُ أنَّ تراجُع أعدادها مردُّه استعمال مُبيدات ثُنائي كلورو ثُنائي فينيل ثُلاثي كلورو الإيثان (DDT) الذي أضعف سماكة قشرة بيوضها بنسبة 2% تقريبًا، كما أدّى ارتفاع أعداد الكوراونگ الأبقع (Strepera graculina)، وهو طائرٌ مُفترسٌ ومُنافسٌ قويٌ للبواشق قادرٌ على أن يسرق طرائد البالغة منها ويُصيبها بجراحٍ بالغة ويفتك بفراخها.

## معرض الصور
- ڤيديو لباشقٍ مُطوَّقٍ في كوبليه كريك، جنوب شرق ولاية كوينزلاند الإستراليَّة

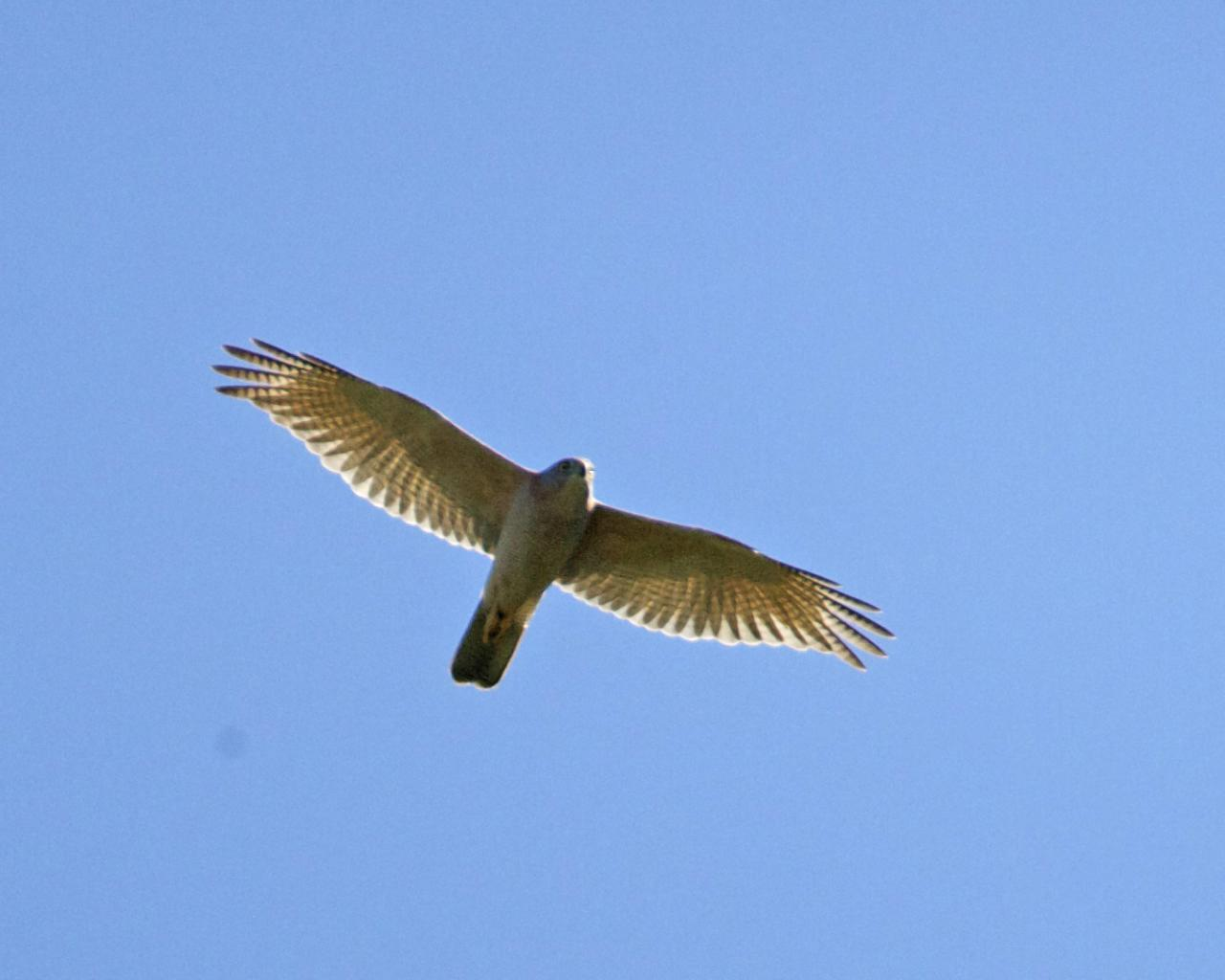
طائرٌ يُحلِّق
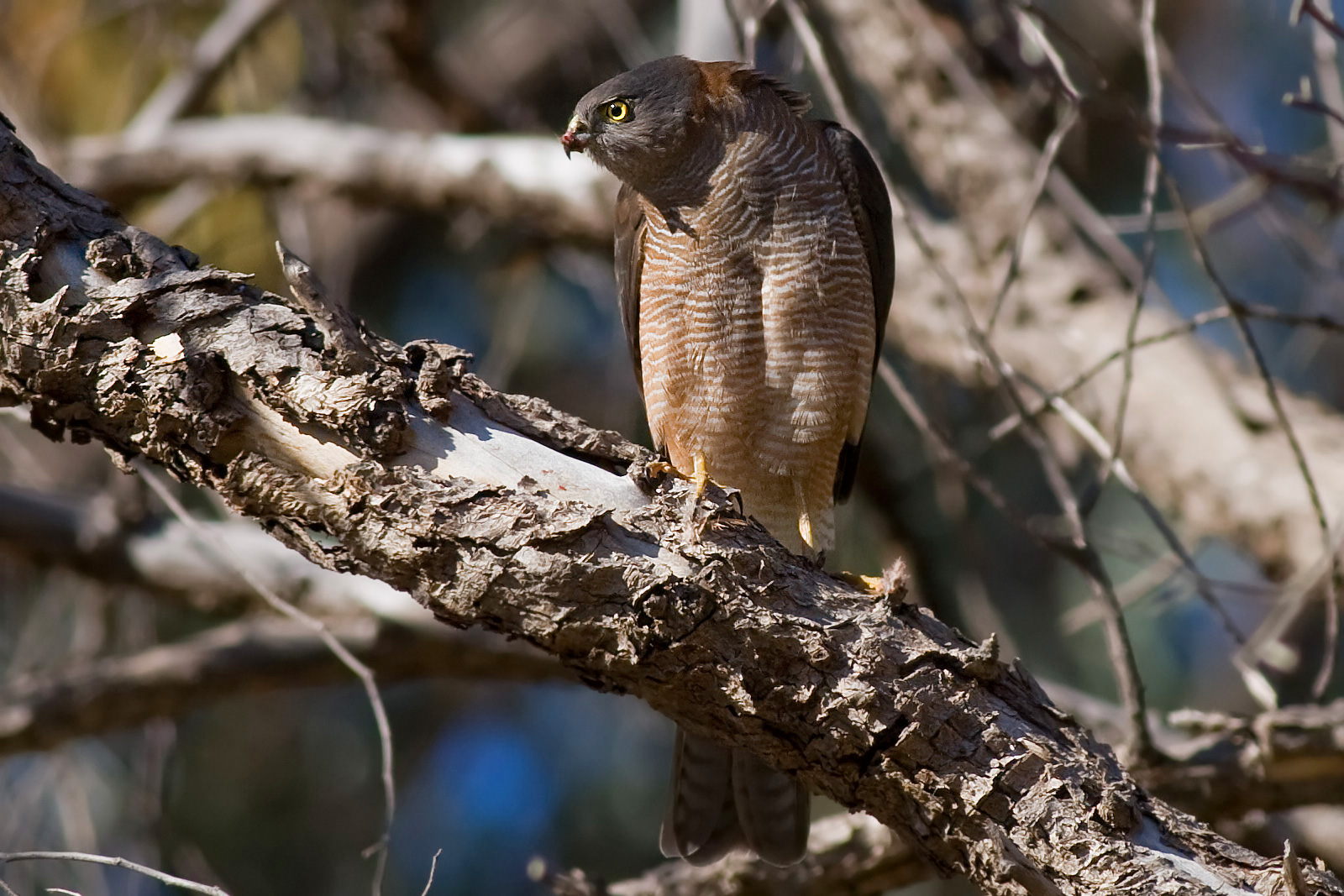
طائرٌ جاثم على جذع شجرة
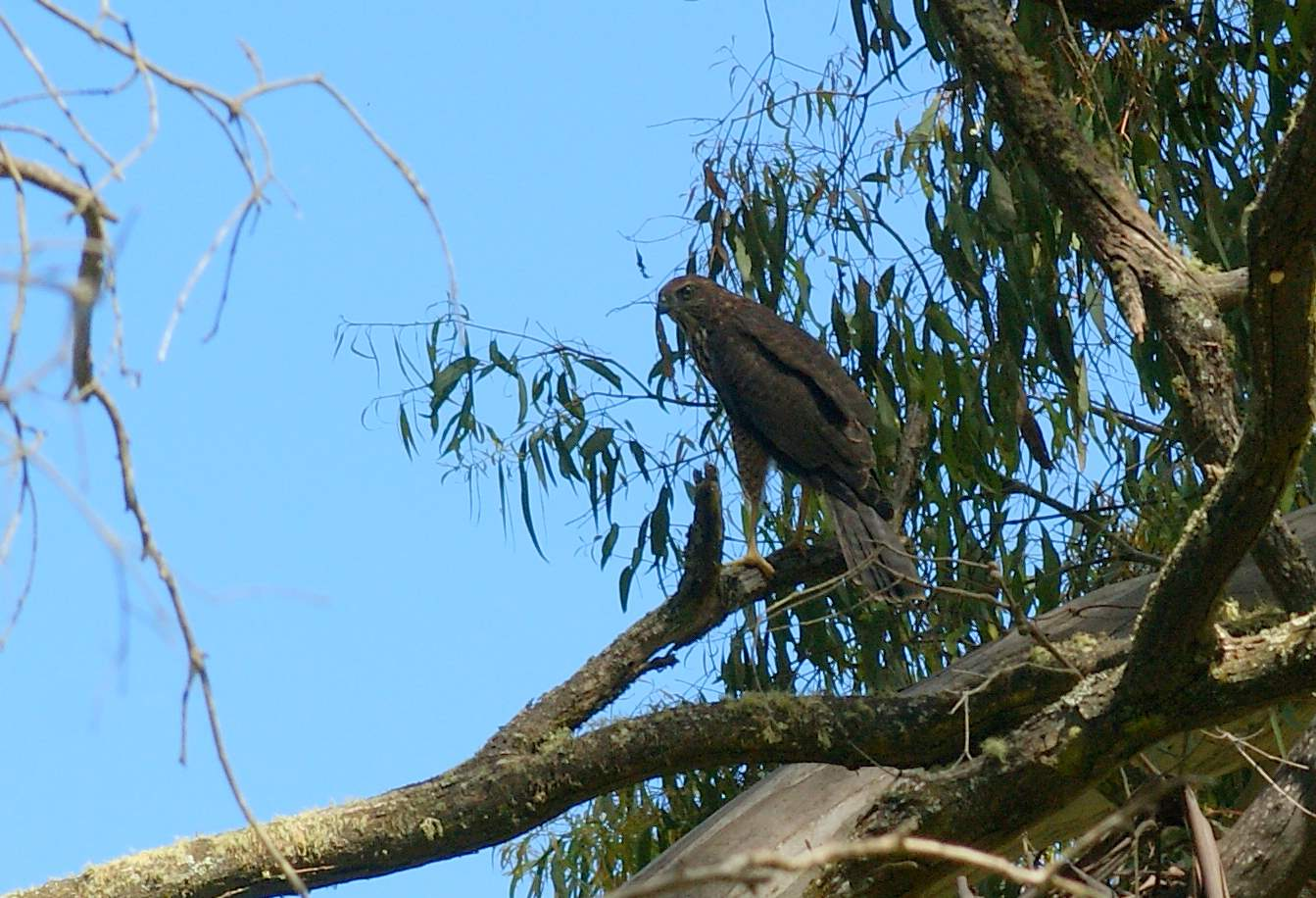
طائرٌ جاثم
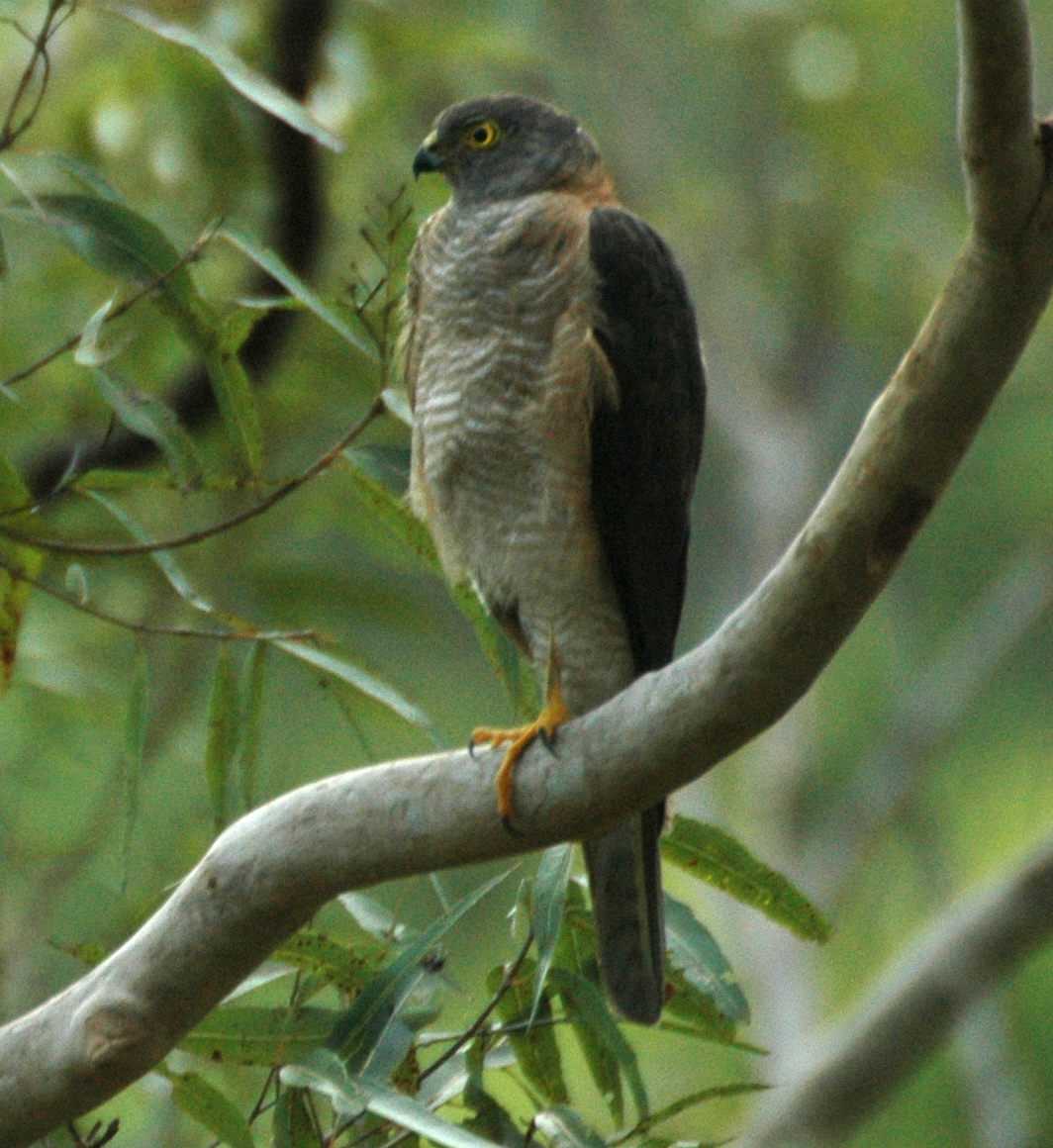
طائرٌ من كوبليه كريك سالِفة الذِكر